# Olympische Sommerspiele 1900/Teilnehmer (Mexiko)
| Silbermedaillen | Bronzemedaillen | 3. |
| --------------- | --------------- | -- |
| —               | —               | 1  |

Mexiko nahm bei den Olympischen Sommerspielen 1900 in Paris zum ersten Mal bei Olympischen Spielen teil.

## Medaillengewinner

### Dritter
| Name               | Sportart | Wettkampf |
| ------------------ | -------- | --------- |
| Eustaquio Escandón | Polo     | Männer    |
| Pablo Escandón     | Polo     | Männer    |
| Manuel Escandón    | Polo     | Männer    |
| William Wright     | Polo     | Männer    |

## Teilnehmer nach Sportarten

### Polo
- A North American Team: Dritter (als Gemischte Mannschaft[1])
Eustaquio Escandón
Pablo Escandón
Manuel Escandón
William Wright ()